# Callianthe pickelii
Callianthe pickelii är en malvaväxtart som först beskrevs av Honorio da Costa Monteiro, och fick sitt nu gällande namn av Donnell. Callianthe pickelii ingår i släktet Callianthe och familjen malvaväxter. Inga underarter finns listade i Catalogue of Life.